# Guin
Guin è un comune degli Stati Uniti d'America situato nella contea di Marion dello Stato dell'Alabama.
La sera del 3 aprile 1974 la cittadina è stata completamente devastata da un catastrofico tornado F5 che ha provocato 28 vittime di cui 23 nella città.